# Интернуклеарна офталмоплегија
Интернуклеарна офталмоплегија (ИНО) или међуједарна офталмоплегија поремећај је коњугованог бочног погледа у коме захваћено око показује оштећење унилатералне или билатералне адукције и парезу очних јабучица у бочном хоризонталном погледу, али не у конвергенцији.

## Анатомија
Медијални лонгитудинални фасцикулус (МЛФ) је јако мијелинизован нервни тракт који повезује окуломоторно језгро тречег кранијалних нерава (КН 3) на ипсилатералној страни са парамедијалном ретикуларном формацијом можданог  моста (ППРФ) и четвртог кранијалног нерава  контралатералног можданог моста. Стога, демијелинизирајуће лезије у средњем мозгу или можданом мосту често производе једнострану или билатералну интернуклеарна офталмоплегију код младих пацијената. Медијални лонгитудинални фасцикулус се налази на дорзомедијалном тегментуму можданог стабла (средњи мозак и можданог моста) вентрално у односу на аквадукт или четврту комору. медијални лонгитудинални фасцикулус лежи веома близу средње линије. Како су оба медијална лонгитудинална фасцикулус близу један другом и близу средње линије, билатерална интернуклеарна офталмоплегија није реткост.
Фовеација и бинокуларни појединачни вид покретних и непокретних објеката захтевају координацију између 2, 3, 4 и 6. кранијалног нерава, њихових интернеурона и разних супрануклеарних утицаја. 6. кранијални нерв је последњи заједнички пут за бочни хоризонтални поглед. Језгро параабдуценса је кључна структура у коњугованом хоризонталном погледу и хоризонталним каскадама. Оштећење  последњег заједничког пута за бочни хоризонтални поглед доводи до поремећене хоризонталне сакаде у истом правцу. Типично,  последњи заједнички пут за бочни хоризонтални поглед прима информације из виших кортикалних центара као што су фронтална очна поља, потиљачни и паријетални режњеви и горњи коликулус. Предње очно поље контролише контралатералне сакада, а паријетални режањ контролише ипсилатералне потраге. 
Последњи заједнички пут за бочни хоризонтални поглед шаље сигнал четвртом кранијалном нерву. Неки аксони из четвртог кранијалног нерва инервишу ипсилатерални латерални ректус што резултује абдукцијом ипсилатералног ока. Сигнал за контракцију контралатералног медијалног ректуса (за адукцију контралатералног ока) шаље се из 4.кранијалног нерва у контралатерални медијални ректус субнуклеус 3. кранијалног нерва преко интернуклеарног пута званог МЛФ. Активација контралатералног медијалног ректуса и ипсилатералног латералног правог мишића производи хоризонтално коњуговано кретање очију. Страна ИНО је названа по страни дефицита адукције, која је ипсилатерална у односу на МЛФ лезију. МЛФ је такође укључен у више других функција укључујући окуловестибуларни рефлекс, вертикалну потеру, оптокинетички нистагмус и координира коњуговане очне покрете као одговор на кретање главе и врата.

## Патогенеза
Приликом хоризонталног погледа, медијални лонгитудинални фасцикулус (МЛФ) на свакој половини можданог стабла омогућава координирану абдукцију једног ока са адукцијом другог. Медијални лонгитудинални фасцикулус повезује језгро 6. кранијалног нерва (које контролише латерални ректус, одговоран за абдукцију) и суседни хоризонтални центар погледа са контралатералним језгром 3. кранијалног нерва (које контролише медијални ректус, одговоран за адукцију). МЛФ такође повезује вестибуларна језгра са једрима 3. кранијалног нерва.
Када се покуша да се гледа контралатерално (у односу на оболело око), адукти захваћеног ока су минимални, ако и уопште постоје. Контралатерално око отима, међутим, са нистагмусом. Поред тога, дивергенција очију доводи до хоризонталне диплопије. То је ако је захваћено десно око, пацијент ће "видети двоструко" када гледа улево, видећи две слике једну поред друге. Конвергенција је углавном очувана.

## Етиологија
Поремећај је узрокован повредом или дисфункцијом медијалног лонгитудиналног фасцикулуса (МЛФ), јако мијелинизованог тракта који омогућава коњуговано кретање ока повезивањем парамедијалне ретикуларне формације понтског моста (ППРФ)-абдуценс нуклеус комплекса на контралатералној страни са окуломоторним језгром ипсилатерална страна.
Код младих пацијената са билатералним ИНО, мултипла склероза је често узрок. 
Код старијих пацијената са једностраним лезијама мождани удар је јасна могућност и  обично је захваћено само једно око).
Мање уобичајени узроци интернуклеарне офталмоплегије укључују Лајмску болест , неуросифилис , туморе, повреде главе , недостатке у исхрани као што је Верницке енцефалопатија и одређене лекове, као што су фенотиазини (који су антипсихотици ), опиоидни антидепресиви и трициклични лекови.

## Клиничка слика
Лезија у МЛФ блокира импулсе од хоризонталног центра погледа до 3. кранијалног нерва; око на захваћеној страни не може да адукује (или слабо адуктује преко средње линије. Захваћени адукти ока нормално се конвергирају јер не захтевају импулсе из центра за хоризонтални поглед. Овај налаз разликује интернуклеарну офталмоплегију од парезе 3. кранијалног нерва, која оштећује адукцију и конвергенцију. Током хоризонталног погледа у правцу супротном од оболелог ока, слике се хоризонтално померају изазивајући диплопију; нистагмус је чест у отетом оку. Понекад се јавља вертикални билатерални нистагмус када пацијент покуша да подигнете поглед.
Симптоми ИНО  се могу разликовати по тежини. Симптоми се крећу од хоризонталне диплопије, потешкоћа у праћењу објеката велике брзине или вртоглавице при бочном погледу.
Хоризонтална диплопија је узрокована ограничењем адукције у ипсилатералном оку. Диплопија постаје израженија када се посматрају објекти на супротној страни лезије, а диплопија се обично не види у примарном погледу. 
Пацијент се такође може жалити на главобоље или друге недостатке због захвата можданог стабла. Вертикална коса диплопија повезана са повезаним искривљеним одступањем такође може бити још један симптом. 
Прекид бинокуларног вида као резултат дефектних коњугованих хоризонталних покрета очију може изазвати замор читања, конфузију вида, губитак стереопсије, осцилопсију и диплопију. 
Потешкоће при гледању у страну могу довести до потешкоћа током вожње или ходања и могу повећати ризик од саобраћајних незгода или падова. 
Пацијенти се могу жалити на главобољу и вртоглавицу.

## Варијанте
Узроци синдрома могу бити мултипла склероза, инфаркт, крварење и тумор. Интернуклеарна офталмоплегија (ИНО), вероватно најдискретнији локализујући знак у медицини, има значајну вредност у предвиђању мултипле склерозе (МС) или можданог удара, у зависности од тога да ли је ИНО билатерални или унилатерални и од тога да ли је пацијент млад или стар. Иако су неки од најранијих пријављених случајева ИНО-а настали због трауме, туберкулома, енцефалитиса и тумора, неуобичајени узроци имају тенденцију да буду прикривени овим дихотомијама.

#### ВЕБИНО
Ова  лезија у средњем мозгу може утицати на центар конвергенције, узрокујући билатералну дивергенцију очију која је позната као двострана интернуклеарна офталмоплегија или ВЕБИНО синдром (енгл. WEBINO syndrome  - wall-eyed bilateral internuclear ophthalmoplegia)   у коме свако око гледа у супротни „зид“. Код овог синдрома комплементарни прегледи су открили исхемијску лезију у мезенцефаличком тегментуму, која укључује медијални лонгитудинални фасцикулус и претекталну област. Међу његовим етиологијама, најчешће су исхемијске и демијелинизирајуће.  ВЕБИНО синдром је реткост.

#### Синдром један и по
Синдром један и по (енг. one-and-a-half syndrome” (OAHS) настаје ако лезија захвати  језгро абдуценса и МЛФ на истој страни (МЛФ је прешао са супротне стране), са парализом свих коњугованих хоризонталних покрета ока.
Овај редак синдром настаје ако оштећење захвата центар за хоризонтални поглед у понсу и истотрани МЛФ. Очи се не могу померати хоризонтално, осим што се око на страни контралатералној од оштећења може абдуковати, док је  конвергенција сачувана. 
Било која болест која узрокује понтинску лезију може објаснити налазе уочене у OAHS, укључујући васкуларне, инфламаторне, трауматске, инфилтративне, демијелинизирајуће и неопластичне. Од њих, најчешће пријављивана етиологија код одраслих је васкуларна, укључујући углавном исхемијски инфаркт можданог стабла, понтинске хеморагије, анеуризме базиларне артерије и артериовенске малформације. Демијелинизирајуће лезије (као што је мултипла склероза) и малигни тумори можданог стабла (примарни или метастатски) укључујући глиоме, метастатски меланом, епендимом четврте коморе и астроцитом малог мозга такође могу узроковати OAHS. Ређе, заразни узроци укључујући неуроцистицеркозу, туберкуломе можданог стабла и енцефалитис можданог стабла.

## Дијагноза
Узрок ИНО се дијагностикује:
- клиничким критеријумима и одговарајућим током,

- лабораторијским тестовима крви и ликвора,

- савременим радиолошким тестовима.

Мултипла склероза се дијагностикује коришћењем Poser и McDonald критеријума.
Тумори се дијагностикују коришћењем налаза биопсије, клиничким и радиолошких тестовима.
Цистицеркоза се дијагностикује епидемиолошком анализом, сликовним студијама и титром цистицеркалних антитела на цереброспиналну течност и присуством еозинофилије.
Пацијенти са сифилисом који имају плеоцитозу дијагностикују  се прегледом цереброспиналне течности и позитиван ВДРЛ тестом цереброспиналне течности.
Системски еритематозни лупус се дијагностикује према модификованим критеријумима Америчког реуматолошког удружења.

## Терапија
Терапија је усмерена на узрочни поремећај. Побољшање је могуће (нпр. након радиотерапије тумора или лечења мултипле склерозе), али након инфаркта је често ограничено.
Подршка ортоптичара у терапији ИНО може бити од користи.

## Прогноза
Прогноза већине пацијената са ИНО је добра, је се код већина случајева стање временом побољшава. Међутим коначни исход болести делимично зависи од ујспешности лечења основне етиологије. 
Исхемијски и демијелинизирајући ИНО се обично опорављају. Сви пацијенти су постигли резолуцију ИНО у року од 1 дана до 1 године у студији од 30 пацијената са ИНО.  Брзи опоравак се обично види у одсуству других неуролошких знакова укључујући парализу лица, атаксију, хемипарезу, вртоглавицу, дисфункцију пирамидалног тракта, сензорне симптоме, дизартрију и одсуство лезија на Т2-пондерисаним сликама.  У серији од 65 пацијената са ИНО, перзистенција ИНО је забележена код око половине пацијената чак и након 1 године. Друга студија је приметила да је око 80% пацијената са исхемијским ИНО имало резолуцију диплопије у примарном положају. Просечно време за решавање било је 2,25 месеци.